# Ždralovići
Ždralovići är en ort i Bosnien och Hercegovina.   Den ligger i entiteten Federationen Bosnien och Hercegovina, i den centrala delen av landet, 80 km väster om huvudstaden Sarajevo. Ždralovići ligger 679 meter över havet och antalet invånare är 428.
Terrängen runt Ždralovići är lite bergig. Närmaste större samhälle är Bugojno, 4,7 km öster om Ždralovići. 
Omgivningarna runt Ždralovići är en mosaik av jordbruksmark och naturlig växtlighet. Runt Ždralovići är det ganska tätbefolkat, med 93 invånare per kvadratkilometer.